# Puyravault (Charente-Maritime)
Puyravault település Franciaországban, Charente-Maritime megyében. Lakosainak száma 723 fő (2022. január 1.). Puyravault Bouhet, Chambon, Surgères, Virson és Vouhé községekkel határos.

## Népesség
A település népességének változása:
| Lakosok száma | 433  | 414  | 406  | 500  | 642  | 662  | 673  | 695  | 700  | 723  |
|               | 1968 | 1982 | 1990 | 2006 | 2013 | 2015 | 2017 | 2019 | 2020 | 2022 |